# Into the Labyrinth
«Into the Labyrinth» (в пер. з англ. "вглиб лабіринту") — шостий студійний альбом групи Dead Can Dance, випущений на британському лейблі 4AD у вересні 1993 року. Перший альбом, записаний Джеррард і Перрі без запрошених сесійних музикантів і перший альбом, випущений за домовленістю з 4AD на лейблі — WEA.
Пісні The Ubiquitous Mr Lovegrove і The Carnival Is Over були випущені як радіосингл (комерційного випуску на CD не було). Композиція Yulunga була випущена на промо-синглі до фільму Baraka. На композиції The Carnival Is Over і Yulunga були зняті відеокліпи.
Назва альбому Into the Labyrinth натякає на давньогрецький міф про Тесея, що відправився в лабіринт битися з Мінотавром.

## Список композицій
1. Yulunga (Spirit Dance)" — 6:56
2. The Ubiquitous Mr. Lovegrove — 6:17
3. The Wind That Shakes the Barley — 2:49
4. The Carnival Is Over — 5:28
5. Ariadne — 1:54
6. Saldek — 1:07
7. Towards the Within — 7:06
8. Tell Me About the Forest (You Once Called Home) — 5:42
9. The Spider's Stratagem — 6:42
10. Emmeleia — 2:04
11. How Fortunate the Man With None — 9:15

На обмеженому виданні альбому на двох грамплатівках були додані треки «Bird» і «Spirit», раніше вийшли на збірці A Passage in Time:
- Bird — 5:00
- Spirit — 4:59

Пісні написані Dead Can Dance (Ліза Джеррард і Брендан Перрі), крім треку 3 (слова і музика доктора Роберта Двайєра Джойса (англ. Robert Dwyer Joyce), народні, аранжовані Dead Can Dance) і треку 11 (слова Бертольта Брехта, Переклад на англійську — Джон Віллетт (англ. John Willett).